# Dart Manufacturing Company
Dart Manufacturing Company war ein US-amerikanischer Hersteller von Automobilen.

## Unternehmensgeschichte
Das Unternehmen aus Anderson in Indiana stellte ursprünglich Ottomotoren her. 1910 entstanden auch Automobile. Andere Quellen geben den Bauzeitraum mit 1908 bis 1909 oder mit 1909 bis 1910 an. Der Markenname lautete Dart. Laut zweier Quellen entstanden sechs Fahrzeuge. Ein Fahrzeug existiert noch. Es ist nicht bekannt, wann das Unternehmen aufgelöst wurde.
Eine Verbindung zur Nutzfahrzeugmarke Dart, die anfangs ebenfalls aus Anderson kam, ist laut einer Quelle nicht bekannt, aber möglich.

## Fahrzeuge
Die Basis des Dart 12 HP bildete ein Fahrgestell als Highwheeler mit Unterflurmotor und Kettenantrieb. Ein selbst hergestellter Zweizylindermotor trieb über ein Planetengetriebe die Hinterachse an. Der Boxermotor war luftgekühlt, befand sich etwa mittig unter der Fahrersitzbank und leistete 10 PS. Die Karosserien fertigten externe Karosseriehersteller. 
Das überdauernde Fahrzeug wurde am 4. September 2016 für 14.300 US-Dollar versteigert. Das Firmenlogo am Fahrzeug zeigt einen waagerechten, von links nach rechts zeigenden Pfeil mit verdicktem Ende und schmaler Spitze, dessen Schaft von dem Schriftzug „DART“ (mit Großbuchstaben) überlagert wird.